# 國文學
『國文學』（こくぶんがく）は、1956年4月から2009年7月にかけて学燈社から発行されていた日本文学に関する学術雑誌。

## 概要
当初は『解釈と教材の研究』、1995年以降は『日本語 日本文学 日本文化―解釈と教材の研究』とのサブタイトルを持つ。
大江健三郎、吉本隆明から、村上龍、村上春樹など現代の人気文学者を特集し、1989年10月には「柄谷行人 闘争する批評」、1992年7月には「蓮實重彦 挑撥する批評」を特集している。ほか『別冊国文学』として『万葉集必携』『谷崎潤一郎必携』なども刊行した。
2009年、學燈社から発行されていた受験雑誌の『学燈』（1948年創刊）ともども休刊となった。響文社から『アナホリッシュ國文學』が後継誌として2012年から14年まで刊行された。